# MAX FACTORY
MAX FACTORY（日语：有限会社マックスファクトリー）為日本的人形玩具設計和製作（原型製作）公司。

## 概要
MAX FACTORY是MAX渡邊的製造商，也是figma的設計商，figma是由Good Smile Company負責銷售。

## 主要商品
- 35MAX
- figma
- コピック
- MAX合金